# 西班牙语国际评估测试
西班牙语国际评估测试（西班牙語：Servicio Internacional de Evaluación de la Lengua Española，SIELE）是针对不同年龄层段的应试人群开设的考试，适用于所有西班牙语使用者（包括西班牙语母语使用者及外语使用者）。

## 历史
经过4年多的准备，“西班牙语国际评估测试”在2016年3月波多黎各第七届西班牙语国际会议（CILE）上正式发布。测试的主办方是西班牙塞万提斯学院、萨拉曼卡大学、西班牙电信、墨西哥国立自治大学和阿根廷布宜诺斯艾利斯大学。截至2019年，全球已有55个国家设有超过290个SIELE授权考试中心。
2018年4月9日，75所大学和机构的代表出席了萨拉曼卡SIELE第二次会议。会议强调了西班牙语在中国、巴西和美国的重要性。

## 考试概要
该考试与托福类似。整个考试过程均通过数字化手段完成，包括注册、报名、咨询和查询。考生可以通过电脑自主选择考试时间。考生将会在三周之内收到测试结果，并可以自行打印证书或测试报告。成绩有效期为五年。
完整的考试分为四个部分：阅读理解、听力、书面表达和口头表达与互动。总共考试时长为3小时，总分为1,000。